# ماژول رکتیورتر
ماژول رکتیور، یک فناوری با علامت تجاری است که توسط شرکت Eltek در سال ۲۰۱۶ ساخته شده‌است. این ماژول قدرت سه پورت با پورت ورودی Ac، خروجی پورت Ac و پورت دو طرفه Dc است. این ماژول برای استفاده در ساختمان  AC وUPS DC مورد استفاده قرار می‌گیرد. در اتصال موازی تا ۹۶ ماژول قابلیت اتصال وجود دارد و می‌تواند به صورت سه فاز تغذیه شود.

## وظیفه رکتیورتر
رکتیور دارای تابع و عملکرد یک اینورتر است. رکتیور را می‌توان به عنوان یک یکسوساز و اینورتر در یک زمان استفاده کرد. قدرت موجود در پورت ورودی AC در دسترس خواهد بود و به پورت خروجی AC و DC توزیع خواهد شد. در مورد از دست دادن AC, رکتیور همچنان به عنوان یک اینورتر بدون وقفه از قدرت خروجی AC (انتقال یکپارچه) ادامه خواهد داد. هر دو بار DC و AC از باتری پشتیبانی می‌شود.
همچنین می‌تواند به عنوان یک یکسوساز مخابرات یا فقط به عنوان یک اینورتر استفاده شود. در این سیستم فقط دو پورت از این پیکربندی استفاده می‌شود. این بلوک‌های ساختمان ایده‌آل برای ساخت یک AC به AC UPS مناسب است.

## ویژگی‌های رکتیورتر

### وضعیت خطی
یکی از ویژگی‌های رکتیور توانایی فیلتر و تنظیم ولتاژ AC برق، حفظ اتصال و انتقال انرژی از یک شبکه AC است. این به دلیل کنترل فعال ولتاژ خروجی است.
در حالت عملیاتی AC/AC، پورت خروجی AC یک تابع خط قدرت را با یک ولتاژ ثابت فیلتر کرده و نشان می‌دهد.
هارمونیک اعوجاج ولتاژ  (THD) به‌طور مؤثر حذف شده‌است.
انتقال در شبکه مانند امواج حلقه ناشی از سوئیچینگ بار AC به‌طور مؤثر فیلتر می‌شود.

### از دست دادن منبع ولتاژ اصلی AC - سوئیچ یکپارچه به منبع DC
یک رکتیور برای حمایت از بار متصل به پورت خروجی AC با ولتاژ AC ثابت ادامه خواهد داد تا زمانی که یک باتری شارژ به پورت DC متصل شود. سوئیچینگ یکپارچه منبع انرژی، یک منبع تغذیه AC بدون وقفه در صورت از دست دادن ولتاژ AC،  فراهم می‌کند. خروجی AC هرگز هیچ گذار یا وقفه ای را تجربه نخواهد کرد. از دیدگاه اولویت بار AC بار، تغییر منبع انرژی یکپارچه است.

### اتصال مجدد به AC یکپارچه
یک رکتیور مجدداً به برق AC متصل می‌شود و پس از یک وضعیت غیر طبیعی، ولتاژ اصلی را از درگاه ورودی AC متصل می‌کند.
این عمل حاوی یک سری از مراحل، از جمله تعیین اینکه AC برق در محدوده اسمی است، همگام سازی ولتاژ  AC در فاز با ورودی AC و اتصال فیزیکی رله AC ورودی.
اتصال مجدد یکپارچه ظرف 10 تا 30 ثانیه انجام می‌شود.

### محافظت ولتاژ اضافی سرریز شده
در صورتی که شبکه  رعد و برق را ببیند، در توزیع AC ممکن است بارهای شدید وجود داشته باشد. منبع تغذیه مانند رکتیور برای این نوع پالس‌های شارژ آزمایش می‌شود. زمان ظهور و زمان سقوط این ولتاژ اضافی در (tr / tf <-> 1.2 / 50 μs) اندازه گیری می‌شود. رله حفاظت ورودی نمی‌تواند به اندازه کافی سریع برای این نوع پالس پرشدگی کوتاه پاسخ دهد. در عوض، دستگاه‌های حفاظتی فلزات اکسید وریستر (MOV) ساخته شده از ولتاژ گیر کرده و سریع حفاظت از جریان بیش از حد خاموش می‌کند سوئیچ‌های نیمه هادی، به طوری که پالس بیش از جریان می‌تواند با خیال راحت توسط خازن‌های الکترولیتی داخلی جذب می‌شود.
لازم به ذکر است که حفاظت از رعد و برق مناسب باید در ورودی ساختمان یا معادل منطقه ZONE 1 نصب شود. دستگاه‌های حفاظت برقی  (SPDs) رکتیور برای محدوده ZONE 3، دستگاه‌های حفاظت کلاس III در نظر گرفته شده‌است، بنابراین Zone 2، Class II SPD برای حداکثر قابلیت اطمینان مطلوب است.

### حفاظت پسخور
رکتیور دارای یک حفاظت الکترونیکی حفاظتی منحصر به فرد است که برنامه تست گسترده ای را برای انطباق با استانداردهای UPS بین‌المللی گذرانده است. استاندارد UL الزامات زیر را در رابطه با حفاظت به اصطلاح بازگشتی صادر می‌کند.
"یک یو پی اس باید از حفاظت پشتی به منظور جلوگیری از خطر شوک الکتریکی از درایو AC خود در هنگام قطع برق ورودی" ارائه شود. "
به عبارت دیگر، اگر اپراتور منبع تغذیه AC را از سیستم جدا کند، باید اطمینان حاصل شود که ولتاژ AC خطرناکی که از خروجی AC تغذیه می‌شود، وجود ندارد. اگر اپراتور به‌طور تصادفی خروجی AC را به ترمینال‌های ورودی AC رکتیور شانه کند، رکتیور خاموش می‌شود و هیچ ولتاژ خطرناک در ورودی وجود ندارد.